# أليسون موديل 250
أليسون 250، أو ما بات يعرف الآن بـرولز رويز إم 250 (التسميات العسكرية الأمريكية له هي تي 63 وتي 703) هو محرك توربيني ناجح للغاية تم تطويره من قبل شركة أليسون للمحركات في أوائل الستينات،وقد تم إنتاجه من قبل رولز رويز عندما استحوذت على أليسون عام 1995 م.

## التصميم والتطوير
اعتمدت أليسون طريقة التدفق العكسي للهواء في محركها طراز (250) : وعلى الرغم من الهواء يدخل مسرب الهواء في نظام الضغط بالطريقة التقليدية فأن الهواء المضغوط ينفث بضغط الطرد المركزي من خلال انابيب المخرج حول النظام التوربيني ليعود الهواء180 درجة في الدخول مرة أخرى الي غرفة الاحتراق. وناتج الاحتراق يتضاعف من خلال مرحلتي الضغط التوربيني العالي والمتصلة عبر عمود تدوير الضغط العالي بنظام الضغط. ومنها تخرج غازات العادم بزاوية 90 درجة على شكل شعاعي.
- أحد أحدث إصدارات المحرك (250) هو طراز (سي 40)، والتي زودت بضاغط طرد مركزي يسحب نسبة ضغط (9,2 : 1) وتدفق الهواء بنسبة 6.1 رطل / ثانية (2.8 كجم / ثانية)، لينتج عامود التدوير قوة 715 حصان (533 كيلوواط).
- بعض الإصدارات السابقة لها مراحل ضاغط محورية ثبتت على عامود الضغط العالي لتعطي زخما منخفضا نسبيا مثل محرك (سي 20 ار) ذو نسبة ضغط (8 : 1) 8.0:1 وتدفق الهواء بنسبة 4.0 رطل / ثانية (1.8 كجم / ثانية) لينتج عامود التدوير قوة 450 حصان (340 كيلوواط).
- زود عدد كبير من طائرات الهليكوبتر والطائرات الصغيرة وحتى الدراجات النارية بمحرك أليسون 250. ونتيجة لذلك، تم إنتاج ما يقرب من 30,000 محرك من طراز 250. وما زال حوالي 16,000 محرك باقيا في الخدمة حتى اليوم. ويعتبر محرك أليسون طراز250. واحد من أعلى المحركات مبيعا والتي قدمتها رولز رويس.

## التطبيقات أو الطائرات المستخدم فيها
- بيل 407
- بيل 230
- بيل 430
- بيل أوإتش 58
- بيل واي أو إتش 4
- بوينغ إيه إتش-6

## معلومات عامة
- النوع : عمود دوار توربيني
- الطول : 23.2 بوصة (58.9)
- القطر : 19 بوصة (48.3)
- الوزن الجاف : 173 باوند (78.5)

## الأداء
- الحد الأقصى للطاقة الناتجة : 420 حصان
- التوجه-إلى معدل الوزن : 2.428 حصان لكل باوند